# بيل فارنان
بيل فارنان (بالإنجليزية: Bill Farnan)‏ مواليد 23 سبتمبر 1851 في فيكتوريا، كان ملاكم محترف أسترالي صنّف ضمن فئة الوزن الثقيل.

## إحصائيات
خاض خلال مسيرته 45 نزالا، فاز في 8 وتعادل في 3 وخسر في 3. فاز بالضربة القاضية في 8 نزالات.

## روابط خارجية
- بيل فارنان على موقع بوكس ريك (الإنجليزية) (registration required)